# دئون بارتون
دئون بارتون (انگلیسی: Deon Burton؛ زادهٔ ۲۵ اکتبر ۱۹۷۶) بازیکن سابق و مربی فوتبال اهل جامائیکا است.
از باشگاه‌هایی که در آن بازی کرده‌است می‌توان به باشگاه فوتبال کاردیف سیتی، باشگاه فوتبال قبله، باشگاه فوتبال اسکانتورپ یونایتد، باشگاه فوتبال سوئیندون تاون، باشگاه فوتبال شفیلد ونزدی، باشگاه فوتبال یورک سیتی، باشگاه فوتبال روترهام یونایتد، باشگاه فوتبال دربی کانتی، باشگاه فوتبال بارنزلی، باشگاه فوتبال پورتسموث، باشگاه فوتبال گیلینگام، باشگاه فوتبال والسال، باشگاه فوتبال ووستر سیتی، باشگاه فوتبال چارلتون اتلتیک، باشگاه فوتبال ایستلی، باشگاه فوتبال استوک سیتی، باشگاه فوتبال براکلی تاون، و باشگاه فوتبال برنتفورد اشاره کرد.
وی همچنین در تیم ملی فوتبال جامائیکا بازی کرده‌است.